# جويسئة قزمة
جويسئة قزمة، (الاسم العلمى: Galium pumilum)، هو نوع نباتي من جنس غاليوم.